# Педру Пасуш Коелью
Педру Мануел Мамеде Пасуш Коелью (порт. Pedro Manuel Mamede Passos Coelho; нар. 24 липня 1964, Коїмбра, Португалія) — португальський політик, прем'єр-міністр з 21 червня 2011 по 24 листопала 2015, голова Соціал-демократичної партії з 2010 до 2018.

## Біографія
Народився в Коїмбрі, а дитинство (до 1973) провів в Анголі, де його батько працював лікарем. У ранньому віці почав брати участь у діяльності молодіжного крила СДП.
З 1991 до 2019 — депутат Асамблеї.
2001 року отримав ступінь з економіки Університету Лузіади.
На початку 2000-х займався бізнесом у компаніях Tecnoformas, LDN, URBE, Fomentinvest Group, HLCTejo.
31 травня 2008 брав участь у виборах нового лідера партії і посів друге місце, отримавши 31,1 % голосів проти 37,9 % у Мануели Феррейри Лейте.
На нових внутрішньопартійних виборах 26 березня 2010 впевнено переміг, набравши 61,2 % голосів. Після того як Коелью очолив опозицію, він підтримав заходи соціалістичного уряду щодо значного скорочення дефіциту державного бюджету Португалії в зв'язку з важким макроекономічним положенням країни.
Після відставки уряду Жозе Сократеша в березні 2011 року СДП розглядався як фаворит дострокових парламентських виборів, а Коелью — як імовірний прем'єр-міністр. Після того як його партія перемогла на виборах, 6 червня Коелью почав переговори про формування нового уряду.

## Родина
Одружений другим шлюбом, має трьох дочок.